# 1448
1448 (MCDXLVIII) je bilo prestopno leto, ki se je po julijanskem koledarju začelo na ponedeljek.

## Dogodki
- Konstantin XI. postane zadnji vzhodnorimski cesar.